# 潤滑

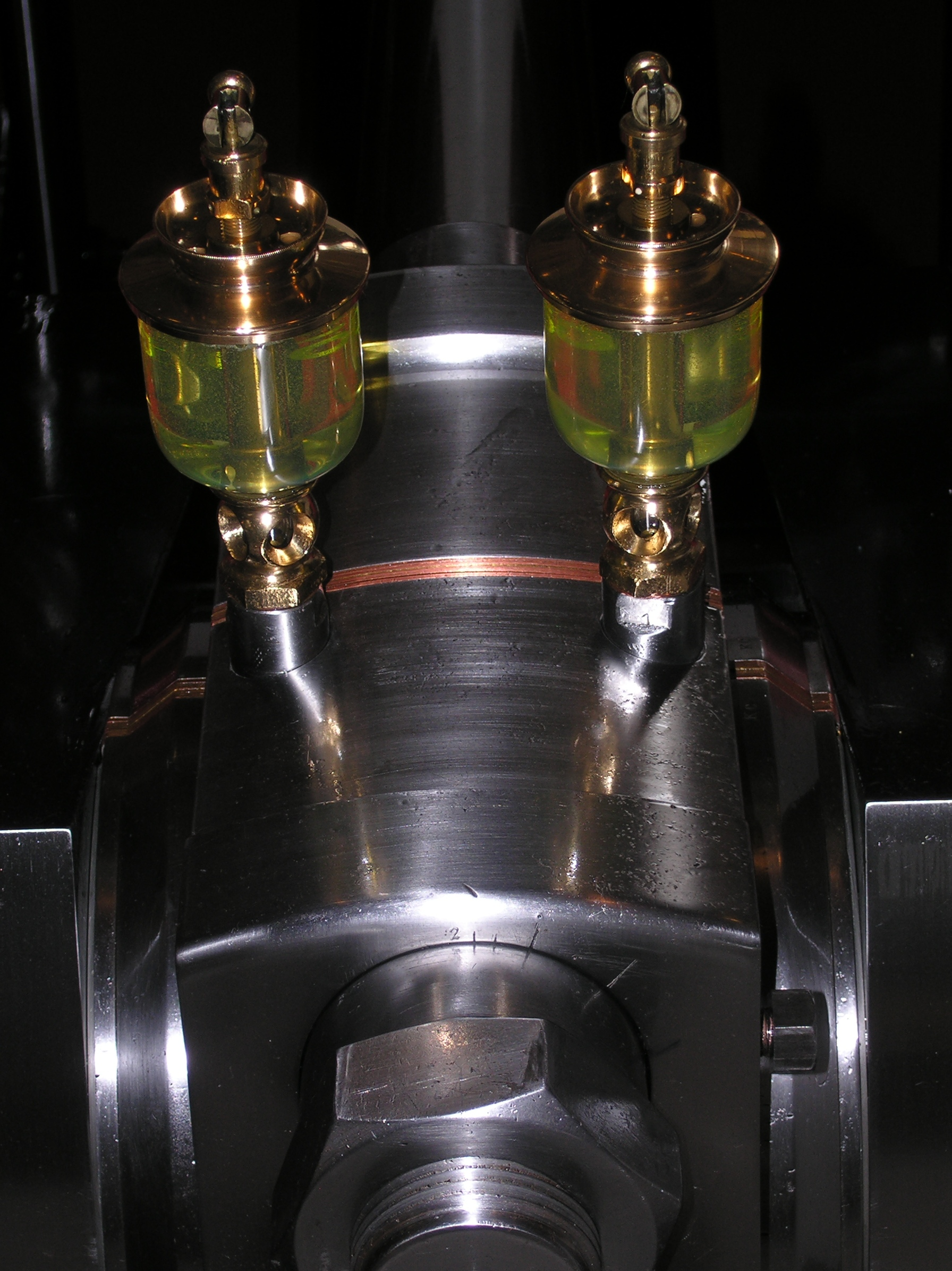
船舶蒸汽机曲轴上的潤滑系統。上方的兩瓶是润滑剂

潤滑是一種可減少摩擦力的程序或是技術，潤滑會出現在兩個彼此相當接近，而且有相對運動的表面上，其作法是在兩個表面加入润滑剂，以減少相對運動時產生的摩擦力。潤滑剂可以是粉狀固體（如石墨、MoS2）、固體/液體的分散系、液體、液體/液體的分散系（潤滑脂），偶爾也會用氣體作為潤滑剂。
多半的情形下，產生的應力會轉變為相對運動平面之間流體的黏滯剪應力。
潤滑也可以描述在沒有人工介入的情形下，出現摩擦力減少的情形，例如輪胎遇水打滑。
有關摩擦力、潤滑及磨损的科學稱為摩擦學或磨潤學。
對設備而言，良好的潤滑可以使設備可以平順的連續作業，只有輕微的磨损，也不會帶給軸承額外的應力。若沒有潤滑，金屬或其他設備可能會互相磨损，帶來熱、損壞甚至是失效。
在許多機械設備中都需要潤滑，例如活塞、泵、凸輪、軸承、渦輪、切削工具等。若沒有潤滑的話，兩設備表面之間會因摩擦產生熱，造成表面破壞，變的比較粗糙，甚至會因為高熱而造成設備的卡死。

## 潤滑的種類
隨著接觸面負載的變化，會看到三種不同形式的潤滑。
- 流体膜润滑是指兩個有相對運動物件之間完全沒有接觸，負載完全透過潤滑油傳遞[2]。
  - 靜壓潤滑是像在軸承內，有壓力加在潤滑油膜上以維持其油膜，並且避免潤滑油擠出軸承外。
  - 動壓潤滑是指接觸面之間的相對運動及軸承的設計可以將潤滑油吸入，以維持其油膜。不過當啟動時、停止時或是正反轉切換時，因為油膜無法維持，軸承會有摩擦的情形。

- 弹流润滑：大部份不規則的表面或是大負載的條件下，工件在接觸點會承受弹性的應變，應變產生了一個高負載區，也提供一個幾乎平行的間隙供流體通過。如同動壓潤滑的情形一様，物件的相對運動產生了誘導流體進入的力。在這些高壓力的區域，當出現全弹流润滑時，產生的潤滑油膜可以完全分隔兩個區域。

- 邊界潤滑：兩工件因為表面的粗糙而緊密接觸。接觸面的局部壓力產生了一個稱為卡死的情形，有些粗糙的表面會脫落。當溫度和壓力升高時，潤滑油中有化學活性的物質和接觸平面反應，形成抗磨的表面層，或是兩表面之間形成可以傳遞負載的潤滑油膜．分隔兩個表面，避免工件的磨損或損壞。邊界潤滑也定義為負載是由表面粗糙的部份所傳遞，而不是由潤滑油膜所傳遞[3]。

## 潤滑系統的其他功能
在引擎活塞中，在活塞和气缸之間的潤滑油膜不但有潤滑功能，也可以防止引擎室中的燃燒氣體從曲軸箱中漏出。
一些機械系統中的潤滑系統也是冷卻系統．並且將磨損的部份帶出系統外，若要有這些機能，接觸面上的潤滑油需要一直更換，可能是利用相對運動（液體動力學）或外部的施力。

## 外部連結
- Different Lubrication Techniques used in Oil & Gas machinery （页面存档备份，存于）
- Machinery Lubrication magazine
- International Council for Machinery Lubrication （页面存档备份，存于）
- Engineers Edge （页面存档备份，存于）